# Andrew McCreight Creery
Pour les articles homonymes, voir Creery.
Andrew McCreight Creery (2 juin 1863–14 février 1942,) est un homme politique canadien de la Colombie-Britannique. Il est député provincial provincial de la circonscription britanno-colombienne de Vancouver City de 1924 à 1928.

## Biographie
Né à Ardglass en Irlande du Nord, Creery étudie au Foyle College (en) de Derry et au Trinity College de Dublin. Immigrant au Canada en 1888, il s'établit d'abord à Calgary en Alberta. En 1890, il s'installe à Vancouver et devient Grand maître de franc-maçonnerie.
Creery meurt à Victoria en février 1942 à l'âge de 78 ans.
Son fils, le second lieutenant Ronald Hulbert Creery, meurt en France durant la Première Guerre mondiale en 1917.